# Gordi (zespół muzyczny)
Gordi (serb. Горди) – jugosłowiański zespół heavymetalowy.

## Historia
Zespół powstał pod koniec 1977 roku. Pierwszy skład grupy tworzyli Zlatko Manojlović (gitara akustyczna, gitara elektryczna, wokal), Goran Manojlović (instrumenty klawiszowe, wokal), Stevan Milutinović (perkusja, wokal) i Dragan Janković (gitara basowa). Zespół rozpadł się w 1984 roku.

## Dyskografia

### Albumy studyjne
- Čovek (ZKP RTLJ, 1978)
- Gordi 2 (PGP RTB, 1979)
- Gordi 3 (PGP RTB, 1980)
- Pakleni trio (Jugoton, 1981)
- Kraljica smrti (Jugoton, 1982)

### Single
- Duga noć / Idi sad (PGP RTB, 1978)